# Egyptisch olympisch voetbalelftal (mannen)
Het Egyptisch olympisch voetbalelftal is de voetbalploeg die Egypte vertegenwoordigt op het mannentoernooi van de Olympische Spelen en de Afrikaanse Spelen.

## Historie Olympische Spelen
¹ als Verenigde Arabische Republiek

## Historie Afrikaanse Spelen
¹ als Verenigde Arabische Republiek

## 1920-1956: Egyptisch elftal
Het Egyptisch elftal speelde haar allereerste officiële wedstrijd op de Olympische Spelen 1920 in Antwerpen. In de eerste ronde werd het meteen door een 1-2 nederlaag tegen Italië uitgeschakeld. Aansluitend werd in Antwerpen nog een demonstratiewedstrijd tegen Joegoslavië gespeeld die met 4-2 werd gewonnen, maar deze wedstrijd maakte geen deel uit van het officiële Olympisch programma. Vier jaar later werd in Parijs met 3-0 gewonnen van Hongarije, waarna in de kwartfinale Zweden met 0-5 te sterk was. In 1928 werd na overwinningen op Turkije en Portugal de halve finale gehaald. Daarin was het kansloos tegen Argentinië (0-6), en in de wedstrijd voor de bronzen medaille bezorgde Italië met 3-11 Egypte de grootste nederlaag tot op heden. In 1936, 1948 en 1952 bleef Egypte in de eerste ronde steken, in 1956 trok het zich in verband met de Suezcrisis na kwalificatie terug.

## 1960-1968: Verenigde Arabische Republiek
In 1958 werden Egypte en Syrië verenigd tot één land onder de naam Verenigde Arabische Republiek. De voetbalselectie op de Olympische Spelen in 1960 bestond echter uit louter Egyptenaren. In 1961 scheidde Syrië zich alweer af, maar Egypte bleef nog tot 1970 de naam Verenigde Arabische Republiek gebruiken. Onder deze naam werd in 1964 na onder andere een 10-0-overwinning op Zuid-Korea een vierde plaats behaald.

## 1972-1988: Egyptisch elftal
Egypte wist zich voor de Olympische Spelen in 1980 in Moskou te plaatsen, maar trok zich in verband met de boycot na de Sovjet-Russische invasie in Afghanistan terug. Vier jaar later werden de kwartfinales bereikt, waarin het door de latere olympisch kampioen Frankrijk werd uitgeschakeld.

## Sinds 1992: Egyptisch elftal onder 23
Sinds de kwalificatie voor de Olympische Spelen 1992 geldt voor mannen dat ze maximaal 23 jaar mogen zijn (met 1 januari van het olympisch jaar als peildatum). Egypte onder 23 wist zich voor de eerste editie met deze nieuwe bepaling te kwalificeren, maar kwam niet door de eerste ronde. Op het Afrikaans kampioenschap onder 23 in 2011 werd met een derde plaats kwalificatie voor de Olympische Spelen in Londen afgedwongen, waar het in de eerste ronde werd uitgeschakeld.

## Andere toernooien
Het Egyptisch olympisch elftal vertegenwoordigt Egypte ook op de Afrikaanse Spelen (waar de gouden medaille werd gewonnen in 1987 en 1995), op de Jeux de la Francophonie (waar de zilveren medaille werd gewonnen in Voetbal op de Jeux de la Francophonie 1994 en de bronzen medaille in Voetbal op de Jeux de la Francophonie 2001) en (sinds de laatste edities) in de Arab Nations Cup (winnaar in 1992).